# Eugenia foetida
El birigí o guairaje   (Eugenia foetida) es una planta de la familia de las mirtáceas.

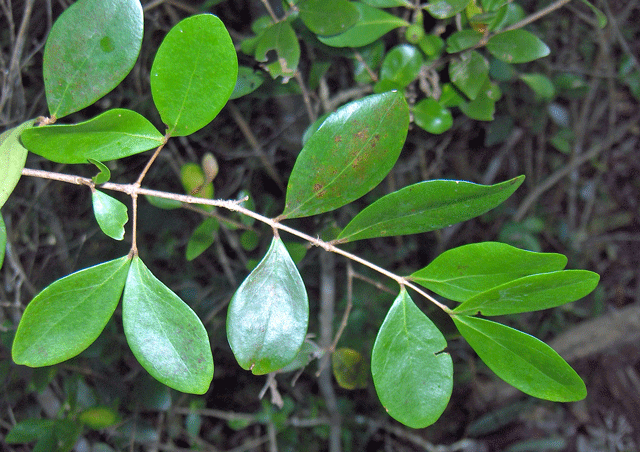
Hojas

## Descripción
Alcanza hasta 6 m de altura y hasta 30 cm de diámetro, pero rara vez pasa del tamaño de un arbusto pequeño. La corteza pardo-rojiza, escamosa, se parece a la del guayabo. Hojas obovales, oblanceoladas o casi oblongas, glabras, de 2 a 4 cm de longitud, verdes en el haz y verde pálido en el envés. La inflorescencia es axilar o lateral, de pocas flores, con pétalos blancos y oblongos. El fruto es oval o subgloboso, negro cuando maduro, de 5 a 7 mm de diámetro. Se utiliza para cujes y varas. Florece y fructifica en la primavera y el verano, con frutos casi todo el año.

## Distribución y hábitat
Es nativa de Cuba y Florida. Forma bosquecillos en los terrenos pedregosos de las costas, en los yayales y montes bajos. También es común en bosques calizos húmedos y secos de la costa suroeste de Puerto Rico y en los bosques de Cambalache y Guánica.

## Taxonomía
Eugenia foetida fue descrita por Christiaan Hendrik Persoon y publicado en Synopsis Plantarum 2(1): 29. 1806.
Etimología
Eugenia: nombre genérico otorgado en honor del  Príncipe Eugenio de Saboya.
foetida: epíteto latino a partir de foetidus que significa, que huele mal
Sinonimia
- Myrtus foetida (Pers.) Spreng. (1825).
- Myrtus buxifolia Sw. (1788).
- Myrtus axillaris Poir. (1798), nom. illeg.
- Eugenia buxifolia (Sw.) Willd. (1799), nom. illeg.
- Eugenia fetida Poir. in J.B.A.P.M.de Lamarck (1813), orth. var.
- Eugenia myrtoides Poir. in J.B.A.P.M.de Lamarck (1813).
- Myrtus poiretii Spreng. (1825).
- Eugenia poiretii (Spreng.) DC. (1828).
- Myrtus acka Juss. ex DC. (1828).
- Eugenia macrostemon O.Berg (1856).
- Eugenia triplinervia O.Berg (1856), nom. illeg.
- Eugenia triplinervia var. angustifolia O.Berg (1856).
- Eugenia triplinervia var. buxifolia (Sw.) O.Berg (1856).
- Eugenia triplinervia var. laevigata O.Berg (1856).
- Eugenia triplinervia var. latissima O.Berg (1856).
- Eugenia triplinervia var. oblongata O.Berg (1856).
- Eugenia triplinervia var. obovata O.Berg (1856).
- Eugenia unedifolia Spreng. ex O.Berg (1856), pro syn.
- Eugenia mayana Standl. (1924).
- Eugenia ossaeana Urb. (1928).[7]